# Карусель (фильм, 1970)
«Карусель» — советская телевизионная комедия Михаила Швейцера 1970 года. Фильм снят на киностудии «Мосфильм» по ранним рассказам и записным книжкам Антона Павловича Чехова: «Размазня» (1883), «Благодарный» (1883), «Циник» (1885), «О вреде табака» (1886), «Тоска» (1886), «Роман с контрабасом» (1886), «Поленька» (1887) — и состоит из семи связанных между собой новелл.
В 1976 году была создана киноверсия фильма длительностью 92 минуты.
В 1977 году Михаилом Швейцером был снят ещё один фильм по рассказам Антона Павловича Чехова в схожей стилистике — «Смешные люди!». В нём снялись многие актёры из «Карусели», но в ролях других персонажей. Некоторые киноведы объединяют оба этих фильма в дилогию.

## Сюжет
Фильм снят как зарисовка чеховского времени царской России и предваряется фотографиями самого писателя разных периодов, рисунками по его произведениям и текстами из юмористических журналов. Наконец старинный газетный лист разрывается и зритель оказывается в варьете вместе с участниками последующих эпизодов. Начавшаяся было сцена из одного произведения сменяется обыгрыванием других чеховских текстов. Фантасмагорическое ощущение создаёт добавление мультипликационной вставки, а присутствие автора выражается заставками с короткими цитатами из его произведений. В качестве центральной вещи выбрана «дачная феерия» «Роман с контрабасом», разделённая на несколько частей и лирический эпилог с контрабасистом, влюбившимся в юную княжну Бибулову. Перечень новелл:
- «Благодарный»;
- «Циник»;
- «Роман с контрабасом» (дачная феерия в 5 частях);
- «О вреде табака»;
- «Поленька»;
- «Тоска»;
- «Размазня».

## В ролях
- Владимир Басов — Василий Смычков, контрабасист
- Наталья Воробьёва — княжна Бибулова
- Евгений Леонов — Иван Иванович Нюхин, лектор
- Иван Лапиков — Иона Потапов, извозчик
- Павел Павленко — Иван Петрович, высокопоставленный чиновник
- Валентина Титова — Мария Семёновна, жена Ивана Петровича
- Виктор Сергачёв — Михаил Бобов, посетитель Ивана Петровича
- Елена Королёва — Поленька, модистка
- Леонид Куравлёв — Николай Тимофеевич, приказчик
- Юрий Волынцев — Егор Сюсин, смотритель зоопарка
- Николай Сергеев — старый дирижёр
- Игорь Кашинцев — писатель
- Вячеслав Тихонов — глава дома
- Жанна Болотова — Юлия Васильевна, гувернантка
- Лев Поляков — Анатоль, жених княжны Бибуловой
- Софья Гаррель — мать Анатоля
- Виктор Колпаков - музыкант
- Надежда Самсонова - дама в салоне
- Павел Шпрингфельд - племянник усопшего
- Всеволод Абдулов - студент

## Съёмочная группа
- Сценарий и постановка: Михаил Швейцер
- Режиссёр: Софья Милькина
- Оператор-постановщик: Герман Лавров
- Художник-постановщик: Абрам Фрейдин
- Режиссёр: Л. Садикова
- Оператор: Ю. Авдеев
- Композитор: И. Шварц
- Звукооператор: В. Шарун
- Дирижёр: Ю. Аранович
- Костюмы: Г. Ганевской
- Грим: Н. Антоновой
- Монтаж: Л. Бутузовой
- Редактор: Э. Барабаш
- Комбинированные съёмки:
  - оператор В. Жанов
  - художник С. Мухин
- Ассистенты:
  - режиссёра — С. Акопов
  - оператора — В. Куклин
  - художника — Н. Крючкова, В. Савосин
- Мультипликация:
- режиссёр: Л. Мильчин
- художник: В. Морозов
- Директор картины: М. Шадур

Творческое объединение «Телефильм»